# Holly (Červený trpaslík)
Holly je postava ze sitcomu Červený trpaslík, ztvárnili jej Norman Lovett a Hattie Hayridgeová.
Jedná se o centrální počítač kosmické lodi Červený trpaslík, jeho původní IQ bylo 6000, ale během tří milionů let se smrsklo na pouhých 60. V epizodě „Bílá díra“ se její (jelikož už proběhla změna pohlaví) IQ zvýšilo na 12 368 a životnost se stáhla na necelých 5 minut. Mezi jeho/její záliby patří např. mlácení hlavou o monitor. Když si Holly měnil pohlaví, byla mu vzorem Hilly, počítač z alternativní reality, do kterého byl kdysi bláznivě zamilován.

## Decima
Mezi jeden z jeho geniálních výtvorů patří zdecimování hudby, vynalezl totiž dva nové tóny I a J a z oktávy udělal decimu. Nové znění v italštině je (alespoň podle Hollyho): DO-RE-MI-FA-SO-LA-VOU-BOU-SI-DO a obráceně DO-SI-BOU-VOU-LA-SO-FA-MI-RE-DO. Oznámil to Listerovi a Rimmerovi jen tak mezi řečí v dílu „Kryton“. Myslel si, že zdecimováním stupnice způsobí převrat v hudbě. Nástroje se prý zvětší aby obsáhly i ty jeho dva nové tóny, následují příklady důsledků: (seznam není kompletní obsahuje jen ty důsledky, které Holly sám vyjmenoval)
- Triangl bude mít čtyři strany.
- Klaviatura pian bude dlouhá jako zebra na přechodu.
- Ženám se zakáže hrát na violoncello (z bezpečnostních důvodů)